# Научно-исследовательский институт «Солитон»
Научно-исследовательский институт «Солитон» — научно-исследовательский институт, производственное предприятие в городе Уфе, выполняющее государственные оборонные заказы.
Основная направления деятельности — разработка, производство и ремонт многоканальных цифровых систем передачи информации по кабельным электрическим и ВОЛС, линиям радиорелейной связи, тропосферной и спутниковой связи. Единственное предприятие в Башкортостане, где для проектирования и создания приборов использовалось сочетание трёх технологий — тонкоплёночной, толстоплёночной, и на металлодиэлектрических подложках.
Учёными НИИ проведено более 60 научно-исследовательских и 170 опытно‑конструкторских работ, в результате чего свыше 600 наименований аппаратуры и приборов внедрено в серийное производство на 14 предприятиях Башкортостана, России и стран СНГ.

## История
Создан в 1955 году в городе Уфе Постановлением Правительства СССР № 453-273 от 10.03.1955 года и Приказом Министерства радиопромышленности СССР № 75 от 17.03.1955 года как особое конструкторское бюро Уфимского завода аппаратуры дальней связи (УЗАС), с 1966 года — конструкторское бюро «Кабель».
В 1972 году переведено в корпус № 10 УЗАС (Айская улица, 46), под которое вначале выделено четыре этажа. К 1973 году корпус полностью передан КБ «Кабель».
С 1990 года — современное название. В 1994 году — открытое акционерное общество.
По Решению Правительства Российской Федерации № 22-р от 9.01.2004 года, вошло в перечень стратегических предприятий. Указом Президента Российской Федерации № 1052 от 10.07.2008 года включено в состав Корпорации «Ростехнологии».
С 2015 года — акционерное общество.

## Продукция
В 1960-х годах, совместно с НИИ дальней связи, создана аппаратура частотного уплотнения каналов связи «Топаз» П-300, П-301, П-302, П-303.
В 1973 году разработан первый в СССР и один из первых в мире комплекс иерархических систем передачи «Дискрет» с цифровыми асинхронными каналами для ЕССС-1. В 1978 году под руководством А. П. Асабина организована лаборатория микроэлектроники, освоены технологические процессы разработки и изготовления тонко- и толстоплёночных микросборок, использованных впервые в многоканальных системах передачи информации по волоконно-оптическому кабелю.
В 1980-х годах создан комплекс средств каналообразования «Азур» П-330, в 1980 году выпущен П-331. В 1984 году впервые в СССР создана и внедрена в производство промышленная технология изготовления большеразмерных металлодиэлектрических подложек и, на их основе, многоуровневых толстоплёночных коммутационных плат для гибридных интегральных узлов радиоэлектронной аппаратуры (учёные Б. С. Гроссман и С. А. Зайдман).
В 1985 году разработаны первые в СССР промышленные комплексы волоконно-оптических систем передачи информации П-335 и П-336, а также одной из первых в мире многофункциональных волоконно-оптических систем связи «Светильник». Выпущены, при научной поддержке Институтов общей физики и химии Академии наук СССР, первые в СССР многоконтактные оптические соединители и волоконные световоды с минимальным (для того времени) затуханием.
В 1988–1989 годах совместно с Производственно-техническим управлением связи БАССР проложена и сдана в эксплуатацию первая в Башкирской АССР и одна из первых в СССР цифровая многоканальная ВОЛС «Уфа — Стерлитамак» ёмкостью 2400 каналов, с использованием оптических волокон, изготовленных в КБ «Кабель».
С 1990 велась работа по разработке и изготовлению больших интегральных схем на базовых матричных кристаллах, используемых в выпускаемой НИИ аппаратуре связи , где большой вклад внесли В. В. Дарагач и В. Н. Хомский. В 1997 году выпущен комплекс П-331М. Также разработан мультиплексор М-2304/1152 по международному контракту с Китаем.
В 2016 году разработаны прибор контроля счётчиков воды, газа и электроэнергии «Наблюдатель» и контроль-кассовый терминал «Солитон». Выпускает мобильные аппаратно-программные комплексы передачи информации, коммутации, контроля и управления: мобильная онлайн-касса Unika; устройство бесконтактного съёма информации «Наблюдатель».

## Структура
В составе института цеха: научно-тематический комплекс, лаборатория микроэлектроники, автомонтажный, монтажно-сборочный и механо-заготовительны.
В 1978–1984 годах на КБ «Кабель» создан филиал кафедры «Промышленная электроника» Уфимского авиационного института.

## Руководство и собственники
В 2014 году Минземимущество Республики Башкортостан продало 24,67 % акций ООО «Финансовые вложения». 30,5 % акций ранее владело ООО «СМ-финанс».
В 2020 году «РТ-капитал» Корпорации «Ростех» продал 24,67 % акций ООО «Уни-строй». 43,9 % акций владеет ООО «Управление ресурсами», 26,69 % акций владеет ООО «Инвест-проект».

### Руководство
КБ «Кабель»:
- 1955–1956 — начальник конструкторского бюро Борис Сидорович Балл
- 1956–1966 — начальник конструкторского бюро Виктор Иванович Воронин
- 1966–1990 — начальник конструкторского бюро Нафтоли Азрильевич Зисман

НИИ «Солитон»:
- 1990–1995 — директор Нафтоли Азрильевич Зисман
- 1995–2014 — директор Александр Яковлевич Зайдман
- 2014–2016 — директор Ришат Тагирович Ибрагимов[26]
- с 2016 — директор Андрей Владимирович Медяков[27]